# Championnats de Colombie de cyclisme sur route 1986
Navigation
Championnats de Colombie 1985 Championnats de Colombie 1987
Les championnats de Colombie de cyclisme sur route se déroulent à Medellín, le 22 juin 1986, pour la course en ligne des professionnels et à Barranquilla, dans le département d'Atlántico, pour les autres épreuves, en août de la même année.

## Podiums

### Épreuves masculines
| Épreuves                            | Or                                                      | Or | Or              | Argent                                           | Argent | Argent | Bronze                                           | Bronze | Bronze |
| ----------------------------------- | ------------------------------------------------------- | -- | --------------- | ------------------------------------------------ | ------ | ------ | ------------------------------------------------ | ------ | ------ |
| Seniors                             |                                                         |    |                 |                                                  |        |        |                                                  |        |        |
| Course en ligne professionnels      | Antonio Londoño (Postobón)                              | en | 4 h 15 min 16 s | Israel Corredor (Postobón)                       |        | m.t.   | Reynel Montoya (Postobón)                        | à      | 25 s   |
| Course en ligne amateurs            | Juan Carlos Arias (en) (Ligue cycliste de Cundinamarca) |    |                 | Álvaro Lozano (es) (Ligue cycliste de Santander) |        |        | Jairzinho Rivas (Ligue cycliste de Cundinamarca) |        |        |
| 100 km contre-la-montre par équipes | Ligue cycliste de Valle                                 |    |                 | Ligue cycliste de Caldas                         |        |        | Ligue cycliste de Tolima                         |        |        |

## Déroulement des championnats

### 22 juin: la course en ligne professionnels messieurs
Le cycliste antioqueño Antonio Londoño de l'équipe Postobón devient le premier champion de Colombie professionnel.
| \| Classement général \| Classement général \| Classement général \| Classement général \| Classement général \| \| Coureur \| Coureur \| Pays \| Équipe \| Temps \| \| ------------------ \| ----------------------- \| ------------------ \| ---------------------- \| ------------------ \| \| 1er \| Antonio Londoño[4] \| Colombie \| Postobón-Ryalcao \| 4 h 15 min 16 s \| \| 2e \| Israel Corredor \| Colombie \| Postobón-Ryalcao \| + 0 s \| \| 3e \| Reynel Montoya \| Colombie \| Postobón-Ryalcao \| + 25 s \| \| 4e \| José Patrocinio Jiménez \| Colombie \| Café de Colombia-Varta \| + 56 s \| \| 5e \| Carlos Mario Jaramillo \| Colombie \| Postobón-Ryalcao \| + 56 s \| \| 6e \| Marco Bernal \| Colombie \| Postobón-Ryalcao \| + 56 s \| \| 7e \| Arsenio Chaparro \| Colombie \| Postobón-Ryalcao \| + 56 s \| \| 8e \| Pedro Saúl Morales \| Colombie \| Postobón-Ryalcao \| + 56 s \| \| 9e \| Cristóbal Pérez \| Colombie \| Teka \| + 56 s \| \| 10e \| Samuel Cabrera \| Colombie \| Reynolds \| + 56 s \| \| 11e \| Fabio Casas \| Colombie \| Zor-BH \| + 56 s \| \| 12e \| Antonio Agudelo \| Colombie \| Teka \| + 56 s \| \| 13e \| Heriberto Urán \| Colombie \| Postobón-Ryalcao \| + 56 s \| |                         |          |                        |                 |
| |                         |          |                        |                 |
| |                         |          |                        |                 |
| Classement général |                         |          |                        |                 |
| Coureur | Coureur                 | Pays     | Équipe                 | Temps           |
| 1er | Antonio Londoño         | Colombie | Postobón-Ryalcao       | 4 h 15 min 16 s |
| 2e | Israel Corredor         | Colombie | Postobón-Ryalcao       | + 0 s           |
| 3e | Reynel Montoya          | Colombie | Postobón-Ryalcao       | + 25 s          |
| 4e | José Patrocinio Jiménez | Colombie | Café de Colombia-Varta | + 56 s          |
| 5e | Carlos Mario Jaramillo  | Colombie | Postobón-Ryalcao       | + 56 s          |
| 6e | Marco Bernal            | Colombie | Postobón-Ryalcao       | + 56 s          |
| 7e | Arsenio Chaparro        | Colombie | Postobón-Ryalcao       | + 56 s          |
| 8e | Pedro Saúl Morales      | Colombie | Postobón-Ryalcao       | + 56 s          |
| 9e | Cristóbal Pérez         | Colombie | Teka                   | + 56 s          |
| 10e | Samuel Cabrera          | Colombie | Reynolds               | + 56 s          |
| 11e | Fabio Casas             | Colombie | Zor-BH                 | + 56 s          |
| 12e | Antonio Agudelo         | Colombie | Teka                   | + 56 s          |
| 13e | Heriberto Urán          | Colombie | Postobón-Ryalcao       | + 56 s          |

Le premier championnat de cyclisme sur route pour les professionnels se déroule le dimanche 22 juin 1986, sur le traditionnel circuit "centraméricain" de Medellín, appelé ainsi car il fut le théâtre de la course en ligne des Jeux d'Amérique centrale et des Caraïbes de 1978 (es). Il était escompté une cinquantaine de participants pour se disputer les 500 000 pesos distribués par le sponsor de l'épreuve, les cigarettes "Royal" et le maillot blanc avec le bandeau tricolore colombien , que portera le vainqueur de l'épreuve dans toutes les compétitions nationales et internationales où il se produira. Outre les 45 coureurs des équipes professionnelles colombiennes Café de Colombia-Varta et Postobón, était attendu la participation d'Argemiro Bohórquez (en) et de Martín Ramírez, de la formation Fagor, d'Antonio Agudelo, de Manuel Cárdenas (es) et de Luis Enrique Murillo de l'équipe Teka, d'Óscar de Jesús Vargas, de Carlos Emiro Gutiérrez, d'Alirio Chizabas (es) et de Luis Pérez de la formation Kelme.
Il était prévu quinze tours de circuit pour une distance de 202 kilomètres. Finalement seulement douze sont au programme pour un total de 162 kilomètres. Le départ est donné à huit heures au parc principal de El Poblado (es). Selon la ligue cycliste d'Antioquia, organisatrice de la course, une côte avec une certaine difficulté pimente ce parcours, tracé non loin de l'hôtel InterContinental. La formation "Café de Colombia" est emmenée par Luis Herrera, Fabio Parra, Alfonso Flórez et Edgar Corredor tandis que les "Postobón" ont pour têtes de liste Reynel Montoya, Israel Corredor, Omar Hernández et Rogelio Arango (en). Cependant, les pronostics vont plutôt vers de bons rouleurs-sprinteurs comme Rubén Darío Beltrán ou Raúl Acosta (en) qui ont montré leurs potentiels dans les étapes du précédent Tour de Colombie au profil similaire. Rogelio Arango et Luis Herrera font également partie des favoris. Même s'il faut être dans une forme optimum pour supporter un effort de plus de quatre heures, une course d'un jour n'en est pas moins une loterie, un imprévu peut anéantir toute ambition. Francisco Rodríguez, de la formation Zor, est le grand absent de la compétition.
Londoño domine dans les derniers mètres son compagnon d'écurie Israel Corredor. Le Paisa établit la distance en 4 h 15 min 16 s à une vitesse moyenne de 38 kilomètres par heure. La troisième place revient également à un représentant de "Postobón", l'Antioqueño Reynel Montoya qui réussit à se défaire du peloton dans les deux derniers kilomètres.
Antonio Londoño s'enfuit alors qu'il reste une vingtaine de kilomètres à parcourir et résiste au rythme du peloton. À deux kilomètres du terme, Israel Corredor le rejoint et ils arrivent ensemble pour le titre. Seuls vingt-deux coureurs engagés terminent l'épreuve sur les trente-sept finalement au départ. La rivalité entre les Varta et les "Postobón" tourne à l'avantage de ces derniers qui placent trois des leurs sur le podium. Il consacre une nouvelle fois l'habileté du directeur sportif Raúl Mesa menant la course à sa guise en faveur de ses protégés.
Autour du 40e km, Mesa lance Néstor Mora en échappée pour tenter de gagner le titre. Il résiste sept tours mais finit par céder du terrain et se fait capturer par le peloton après un effort solitaire de quatre-vingt kilomètres. Le tour le plus rapide de ce circuit, long de 13,5 km, a été le premier parcouru en 20 min 10 s. La lutte entre Luis Herrera et Omar Hernández, champion et vice-champion du Tour de Colombie n'a pas eu lieu car les deux avaient pour objectif de rouler (et non de se mêler à la lutte pour le titre). Ainsi quand le peloton a accéléré, ils ont perdu une dizaine de minutes sur l'homme échappé et ont préféré abandonner. Tandis que "Postobón" réalise sa domination, la formation "Café de Colombia-Varta" souffre de la défection de ses hommes puisque seul Patrocinio Jiménez termine (à la quatrième place). Ainsi ont abandonné Rubén Darío Beltrán, Abelardo Rondón, Alfonso Flórez, Marco Antonio León (en) ou encore Pedro Soler (en). Alors que dans le même temps, les "Postobón" ne perdent que Rogelio Arango, Segundo Chaparro et Gerardo Moncada, en sus d'Omar Hernández. Les coureurs colombiens des formations étrangères comme Antonio Agudelo, de la formation espagnole Teka, reprenant la compétition après son abandon dans le Tour d'Espagne, ont terminé l'épreuve, à l'instar de Cristóbal Pérez de la même équipe, Samuel Cabrera, de l'équipe Reynolds, et de Fabio Casas, de la formation Zor.
Un demi million de pesos a été distribué comme prix aux dix meilleurs classés. Répartis ainsi : Antonio Londoño 150 000 pesos, Israel Corredor 100 000, Reynel Montoya 70 000, Patrocinio Jiménez 60 000, Carlos Mario Jaramillo 50 000, Marco Bernal 30 000, Arsenio Chaparro (en) 20 000, Pedro Saúl Morales 10 000, Cristóbal Pérez 6 000 et Samuel Cabrera 4 000 pesos.
À l'issue, Antonio Londoño déclare avoir pu remporté la course devant son public grâce à l'aide apportée par son coéquipier Israel Corredor. En effet, se joignant à lui dans les ultimes kilomètres, ils unissent leurs efforts pour rallier l'arrivée. Londoño dédicace sa victoire aux Antioqueños et indique qu'il vient de remporter l'une de ses plus importantes victoires de sa carrière. Ce qui lui ouvre une participation au Tour de France, tâche qui s'annonce ardue mais Antonio se dit déterminé à faire du mieux possible. Son directeur sportif Raúl Mesa lui avait demandé d'attaquer à un tour du terme, sa connaissance du parcours lui permettant de remplir l'objectif.
Israel Corredor déclare, quant à lui, que Londoño a obtenu une « victoire juste et méritée ». Ils se sont entraidés pour creuser l'écart et repousser un retour éventuel de leurs poursuivants. Le plus important était que la victoire revienne à leur équipe "Postobón", ajoute-t-il.
La presse assimile la victoire de Londoño au succès de Zoetemelk lors des championnats du monde, pour son exceptionnelle longévité.